# 1997 a vasúti közlekedésben
Ez a szócikk a 1997-ben történt vasúti eseményeket mutatja be.

## Események a világban
- Szeptember 25. -  A Párizsból Dunkerque-be tartó TGV ütközött egy aszfaltozógéppel.
- Október 11. - Tűz ütött ki a Lyonból Párizsba tartó szerelvény motorkocsijában.
- November 19. - A Brestből Párizsba tartó TGV ütközött egy szintbeli kereszteződésnél egy pótkocsi-vontatóval.

## Események Magyarországon
- Március 11. -  Megszűnt a 67-es villamos.